# Cheirolophus burchardii
Cheirolophus burchardii és una espècie de planta endèmica de Tenerife i La Palma i pertany a la família de les asteràcies també conegudes com a compostes. El seu nom comú canari és "El Fraile" o el cabezón del Fraile. El nom genèric Cheirolophus procedeix del grec cheir que significa mà, i de lopho que significa floc, al·ludint als pèls que surten del fruit. El nom específic burchardii és un epítet específic dedicat a Oscar Burchard (1863-1949), botànic alemany resident a Tenerife.
Cheirolophus burchardii és un arbust d'uns 1,5 metres d'alçada. Les fulles són més o menys enteres que algunes vegades presenten un parell de lòbuls basals (pinnatilobulades). És molt semblant a l'espècie del mateix gènere, C. canariensis (Willd.) Holub, de fet s'ha considerat com Cheirolophus canariensis (Willd.) Holub var. subexpinnatus (Burch.) A.Hans. & Sund. A Tenerife, viu en cingles, entre Buenavista i Punta del Teno, a uns 50-100 metres sobre el nivell del mar.